# Nkechi Egbe
Nkechi Egbe (5 de fevereiro de 1978) é uma ex-futebolista nigeriana que atuava como atacante.

## Carreira
Nkechi Egbe integrou o elenco da Seleção Nigeriana de Futebol Feminino, nas Olimpíadas de 2000 e 2004. 